# 屏边异叶苣苔
屏边异叶苣苔（学名：Whytockia tsiangiana var. minor）为苦苣苔科异叶苣苔属下的一个变种。

## 扩展阅读
- 維基物種上的相關：屏边异叶苣苔